# Pyroraptor olympius
Pyroraptor olympius es una especie y tipo del género extinto Pyroraptor (gr. "ladrón de fuego") de dinosaurio terópodo dromeosáurido, que vivió a finales del período Cretácico Superior, hace 70 millones de años, en el Maastrichtiano, en lo que hoy es Europa.

## Descripción

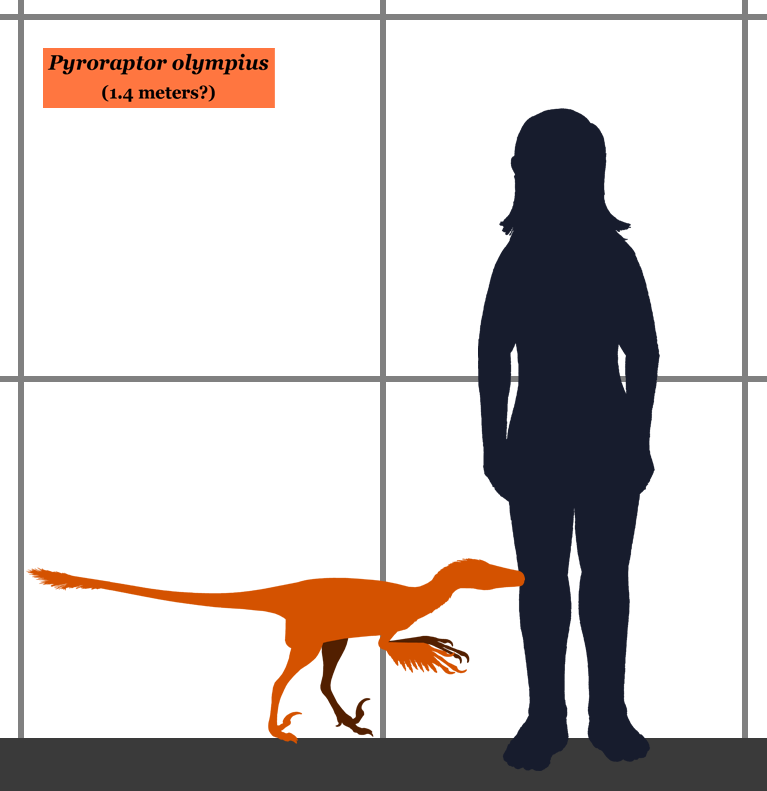
Tamaño comparado con un humano

Pyroraptor fue un cazador bípedo con una garra falciforme de 6,5 centímetros en el segundo dedo de cada pie. Poseía, además, largos brazos con filosas garras para poder aferrarse de sus presas. Su forma era pequeña y esbelta lo cual indica que era un animal veloz. Como en otros dromeosáuridos, estas garras podrían haber sido utilizadas como armas o como ayudas para escalar. Sus dos dientes conocidos son aplanados y curvados hacia atrás, y sus márgenes posteriores tienen dentaduras más finas que las del frente.
Como dromeosáurido, Pyroraptor probablemente tenía extremidades anteriores bien desarrolladas con garras curvas, y probablemente equilibraba el cuerpo con una cola larga y delgada. Es probable que Pyroraptor también estuviera cubierto de plumas, ya que muchos de sus parientes, como Microraptor y Sinornithosaurus, también tenían plumaje.

## Descubrimiento e investigación
Un solo espécimen ha sido encontrado en 1992, en Provenza al sur de Francia y solo es conocido por unos cuantos huesos. Llamado Pyroraptor olympius por Allain y Taquet en 2000. Su nombre significa "ladrón del fuego del Monte Olimpo" ya que sus restos se encontraron después de un gran incendio forestal, pyros en griego antiguo significa fuego. El espécimen tipo consiste de las distintivas garras de pie, así como de dientes fosilizados, partes del brazo y columna vertebral.

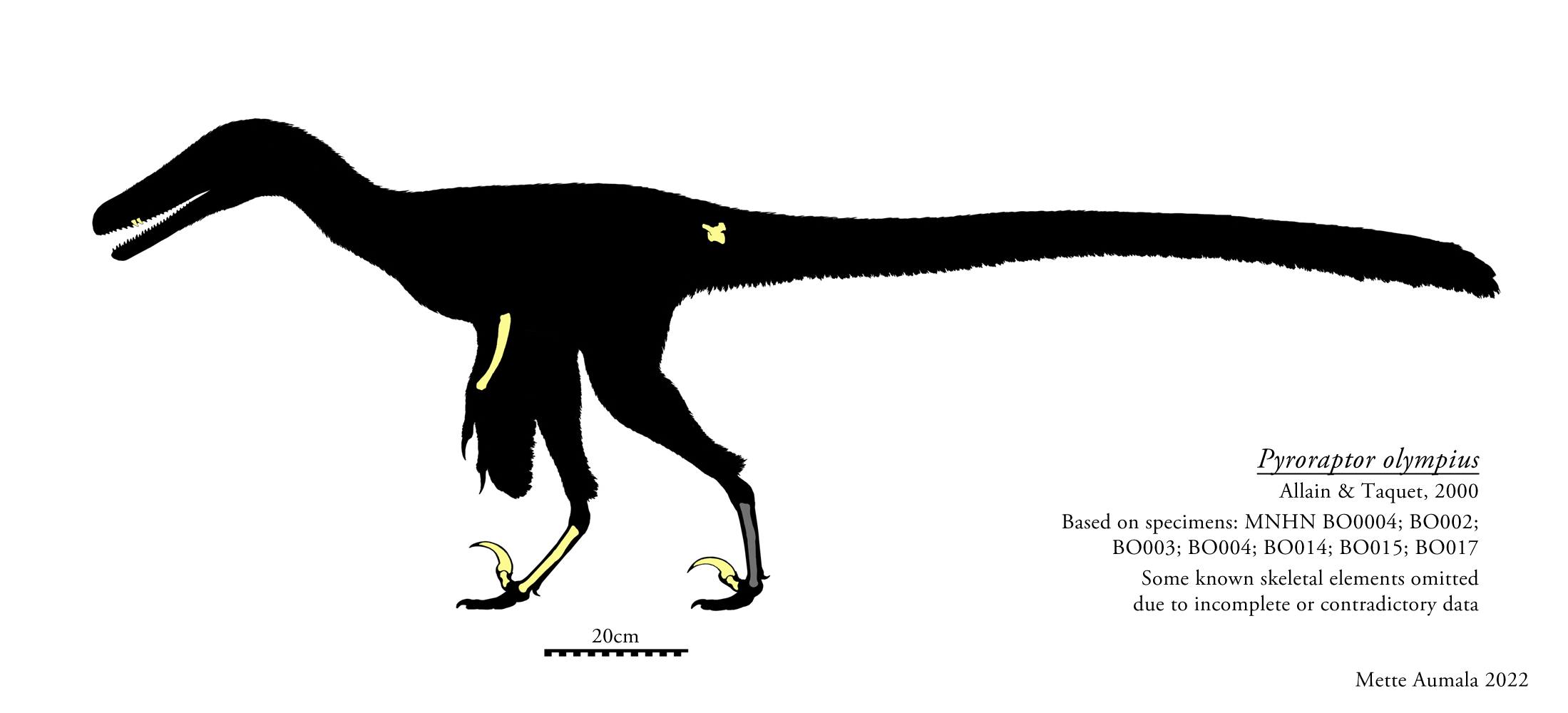
Diagrama esquelético.

Los primeros restos de Pyroraptor se descubrieron en el sureste de Francia, en la localidad de La Boucharde de la Cuenca del Arco en Provenza. Los hallazgos de restos de dinosaurios dromeosáuridos son raros en Europa y, por lo general, proporcionan poca información taxonómica. Los primeros fósiles de dromeosáuridos encontrados en Francia fueron los de Variraptor, aunque los huesos se referían anteriormente a una nueva especie de Megalosaurus.
Pyroraptor fue descrito por los paleontólogos franceses Ronan Allain y Philippe Taquet en 2000, la especie tipo es Pyroraptor olympius. El nombre del género en griego significa "ladrón de fuego", debido a que sus restos fueron descubiertos después de que ocurriera un incendio forestal. El nombre de la especie se deriva de Monte Olimpo, una montaña en la Provenza al pie de la cual se desenterraron los restos del animal.
La muestra de holotipo, MNHN BO001, consiste en la segunda garra del pie izquierdo. Los paratipos asignados incluyen la garra equivalente del pie derecho, el segundo metatarsiano izquierdo, otra garra del segundo dedo más completa, un cúbito derecho, hueso del antebrazo largo y dos dientes. Material adicional de la Formación Vitória y el Grupo Tremp, ambos en España, se refirió a Pyroraptor, incluidos cinco dígitos del pedal, un dedo manual, un trozo de un metacarpiano, un radio derecho, una vértebra dorsal y una vértebra de la cola.